# Шипицин, Евгений Фёдорович
Евге́ний Фёдорович Шипи́цин (род. 16 января 1985, Пермь, СССР) — российский футболист, полузащитник.

## Карьера

### Клубная
Воспитанник пермского футбола. Футболом начал заниматься в 8 лет. Первый тренер — Олег Иванович Ерёмин. В 2002—2005 годах выступал за молодёжные команды «Амкара». Летом 2005 года отправился на просмотр в «Сокол», с которым подписал арендное соглашение до конца года. Первый матч на профессиональном уровне провёл 25 июля 2005 года против «Урала» (0:3). После удачного для себя окончания сезона, в котором сыграл 20 матчей и забил 5 мячей, он вернулся обратно в «Амкар». В начале 2006 года ездил с пермяками на тренировочный сбор в Турцию, однако вскоре был арендован клубом «Салют-Энергия». Проведя сезон на правах аренды, в 2007 году стал полноценным игроком команды. В июле 2010 года пополнил ряды «Краснодара». По итогам сезона-2010 «Краснодар» занял 5 место и, в связи с отказом от участия в чемпионате России 2011/12 «Сатурна», получил право выступать в Премьер-лиге. 12 марта 2011 года дебютировал в Премьер-лиге в матче против «Анжи» (0:0), заменив на 83-й минуте Александра Кульчего. В сезоне 2015/16 защищал цвета «Мордовии». Летом 2017 года перешёл в «Сочи». Завершил карьеру в 2018 году в «Таразе».

### В сборной
12 ноября 2011 года провёл единственный матч в составе Второй сборной России против сборной Литвы (2:0).

## Достижения
- Бронзовый призёр чемпионата России: 2014/15
- Финалист Кубка России: 2013/14
- Серебряный призёр Первой лиги Казахстана: 2018